# Hattfjelldal
Hattfjelldal este o comună din provincia Nordland, Norvegia.